# Amphinemura cestroidea
Amphinemura cestroidea är en bäcksländeart som beskrevs av Li, W. och Ding Yang 2005. Amphinemura cestroidea ingår i släktet Amphinemura och familjen kryssbäcksländor. Inga underarter finns listade i Catalogue of Life.